# Ngựa Persano

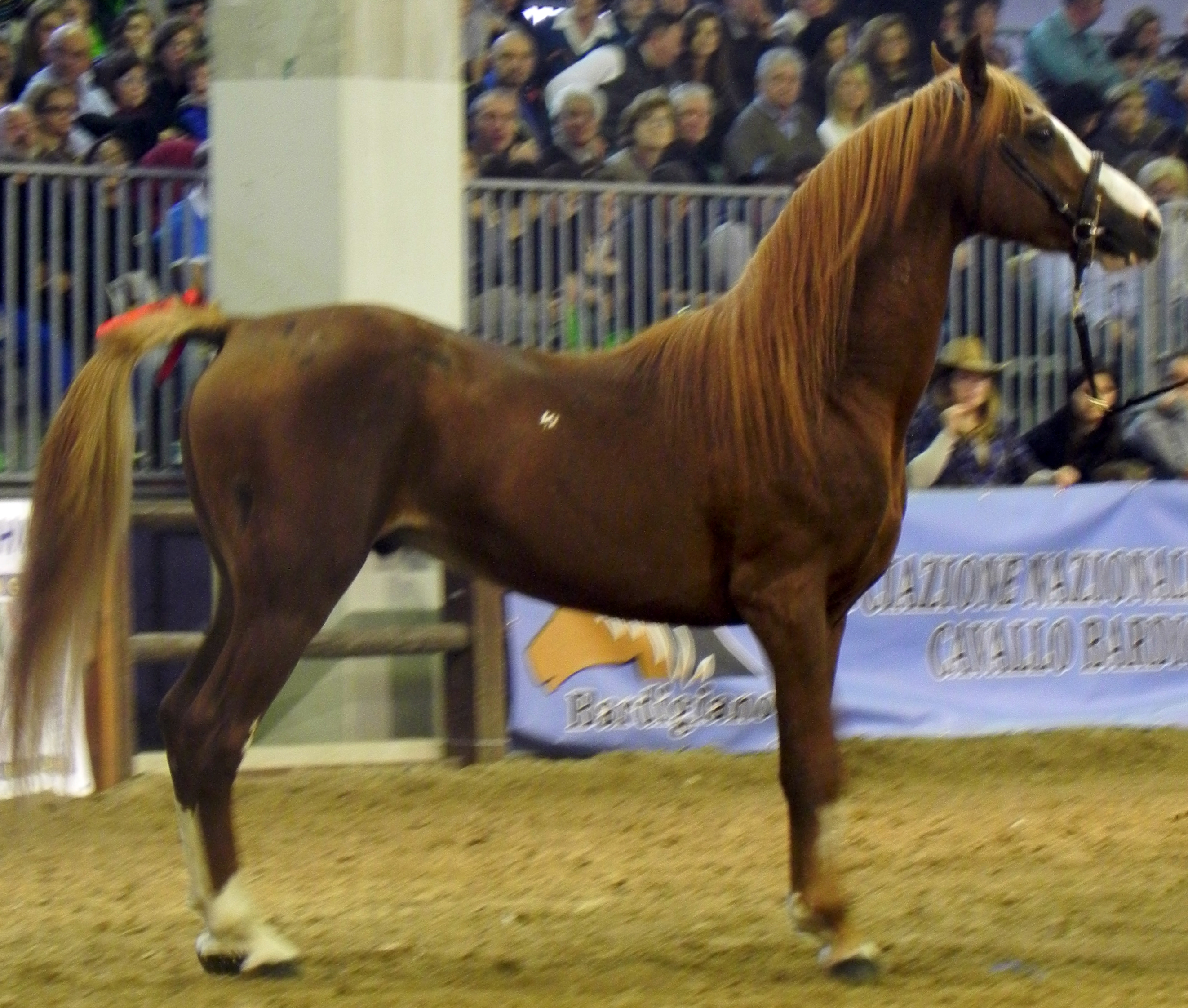
Một con ngựa đực Persano

Ngựa Persano là một giống ngựa được tạo ra tại Royal Stud of Persano gần Serre ở tỉnh Salerno của Ý. Nó tương tự như ngựa Ả Rập Anglo và được tạo ra bằng cách lai tạo giữa các giống ngựa Andalusia, ngựa Ả Rập, ngựa Turkoman và ngựa Mecklenburgers.
Các cá thể ban đầu của giống này đã được phân tán, nhưng sau đó được tái tạo bằng cách lai ngựa Persano có sẵn với ngựa Purosangue Orientale, Thoroughbred và một nhóm ngựa giống mới nhập khẩu từ Syria. Quá trình này được thúc đẩy bởi nhu cầu của Kỵ binh Ý. Sau chiến tranh thế giới thứ hai, số lượng cá thể giống ngựa này đã giảm xuống chỉ còn khoảng 50 con, hầu hết chúng được chuyển đến trạm quân đội Grosseto. Một số con ngựa tuy nhiên vẫn còn trong tay của chủ sở hữu tư nhân. Tình trạng của Persano được liệt kê trong năm 2007 của Tổ chức Nông lương Liên hợp quốc (FAO) là nguy cấp.
Ngựa Persano được phát triển để sử dụng làm ngựa kỵ binh, và được sử dụng ngày nay bởi các Trung đoàn Kỵ binh Carabinieri. Ngựa của giống này nằm trong số các nhân vật chính của đội kỵ binh cổ điển thành công cuối cùng trong lịch sử tháng 8 năm 1942 gần Isbushensky trên sông Don bởi một đơn vị kỵ binh của Đoàn quân kỵ Ý ở Nga (Corpo di Spedizione Italiano ở Nga, hoặc CSIR) trên Mặt trận phía Đông. Phi đội thứ hai của Trung đoàn Savoia Cavalleria thứ ba của Sư đoàn Amedeo Duke of Aosta Fast (Celere), trang bị những thanh kiếm và lựu đạn cầm tay, đánh thọc sườn ước tính 2.000 binh sĩ Liên Xô trong khi phần còn lại của trung đoàn đánh chiếm Isbushensky trong một cuộc tấn công. Ngựa Persano đã chứng minh đủ độ cứng rắn cho các điều kiện khắc nghiệt gặp phải trên vùng thảo nguyên của Nga, một điều mà ít giống ngựa ngoài nước Nga có thể làm được.